# Liste der Baudenkmale in Brünzow
In der Liste der Baudenkmale in Brünzow sind alle denkmalgeschützten Bauten der Gemeinde Brünzow (Mecklenburg-Vorpommern) und ihrer Ortsteile aufgelistet. Grundlage ist die Veröffentlichung der Denkmalliste des Landkreises Ostvorpommern mit dem Stand vom 30. Dezember 1996. 

## Baudenkmale nach Ortsteilen

### Klein Ernsthof
| ID | Lage | Bezeichnung | Beschreibung | Bild      |
| -- | ---- | ----------- | --- | --------- |
|    |      | Windmühle   | Die Windmühle befand sich am Ende der Privatstraße Zur Mühle. Sie konnte vom Mühlenberg aus gesehen werden. 2017 wurde die marode Mühle abgerissen. | Windmühle |

### Stilow
| ID | Lage                  | Bezeichnung                                             | Beschreibung | Bild                                                    |
| -- | --------------------- | ------------------------------------------------------- | --- | ------------------------------------------------------- |
|    | Lindenplatz 1 (Karte) | Gutsanlage mit Gutshaus und 2 ehem. Wirtschaftsgebäuden | 2-geschossiger Putzbau von der Mitte des 19. Jahrhunderts mit Satteldach; das erste Stockwerk durch ein Gesims optisch vom Erdgeschoss getrennt; Erker im linken Gebäudeteil; zwei Wirtschaftsgebäude stehen im rechten Winkel zum Gutshaus. In der Mitte des Platzes befindet sich eine Linde. | Gutsanlage mit Gutshaus und 2 ehem. Wirtschaftsgebäuden |

## Quelle
- Bericht über die Erstellung der Denkmallisten sowie über die Verwaltungspraxis bei der Benachrichtigung der Eigentümer und Gemeinden sowie über die Handhabung von Änderungswünschen (Stand: Juni 1997; PDF, 934 kB)